# Micheil Dawitaschwili
Micheil Dawitaschwili (georgisch მიხეილ დავითაშვილი; * 19. Oktober 1991) ist ein georgischer Eishockeyspieler, der seit 2016 erneut bei den Fiery Crusaders Tbilisi in der georgischen Eishockeyliga spielt.

## Karriere
Micheil Dawitaschwili begann seine Karriere bei den Grey Wolves Tbilisi, für die er bereits als 16-Jähriger in der georgischen Eishockeyliga debütierte. Nachdem er die Spielzeit 2015/16 beim Lokalrivalen Fiery Crusaders Tbilisi verbracht hatte, kehrte er 2016 zu den Grey Wolves zurück.

### International
Sein Debüt für die georgische Nationalmannschaft gab Dawitaschwili 2013 bei der Qualifikation zur Weltmeisterschaft der Division III. Bei den Weltmeisterschaften 2014, 2015, 2017 und 2018 spielte er jeweils in der Division III. 2013, 2014 und 2015 fungierte er jeweils als Mannschaftskapitän der Georgier.

## Erfolge und Auszeichnungen
- 2018 Aufstieg in die Division II, Gruppe B bei der Weltmeisterschaft der Division III